# 竹马馆站
竹马馆站是位于浙江省金华市婺城区竹马乡竹马馆的一个铁路车站，有金千铁路经过，邮政编码321021。车站及其上下行区间均未电气化。车站距离金华站7公里，隶属中国铁路上海局集团金华车务段，是四等站。

## 概要

### 历史
竹马馆站作为杭江铁路金兰支线的中间站建于1932年，1935年投入使用，但受到战争等因素影响一直未有正常营业。1957年4月正式开始办理客货运营业：站内设有2条股道、面积154平方米的站房一座和面积110的候车室一座:187:319。2015年9月1日起车站开始进行改造，新建金华新货场，以承担原金华西站（老金华站）的货运业务，新货场于2017年3月30日启用。除了新货场外，原金华西站所属的601货场亦被划为竹马馆站的一部分。为此在车站建设货场的时候，还新建了车站往601货场的专用线。

### 营运状况
竹马馆站现仅办理货运，不办理客运业务。车站曾有7103/7105/7104次列车停靠，第六次大提速后改为通勤员工乘降直至该列车停运；货运主要办理散堆货物为主，站内设有通往金华第二粮库、杭州机务段金华油库、中央储备粮金华直属库和601货场的专用线。

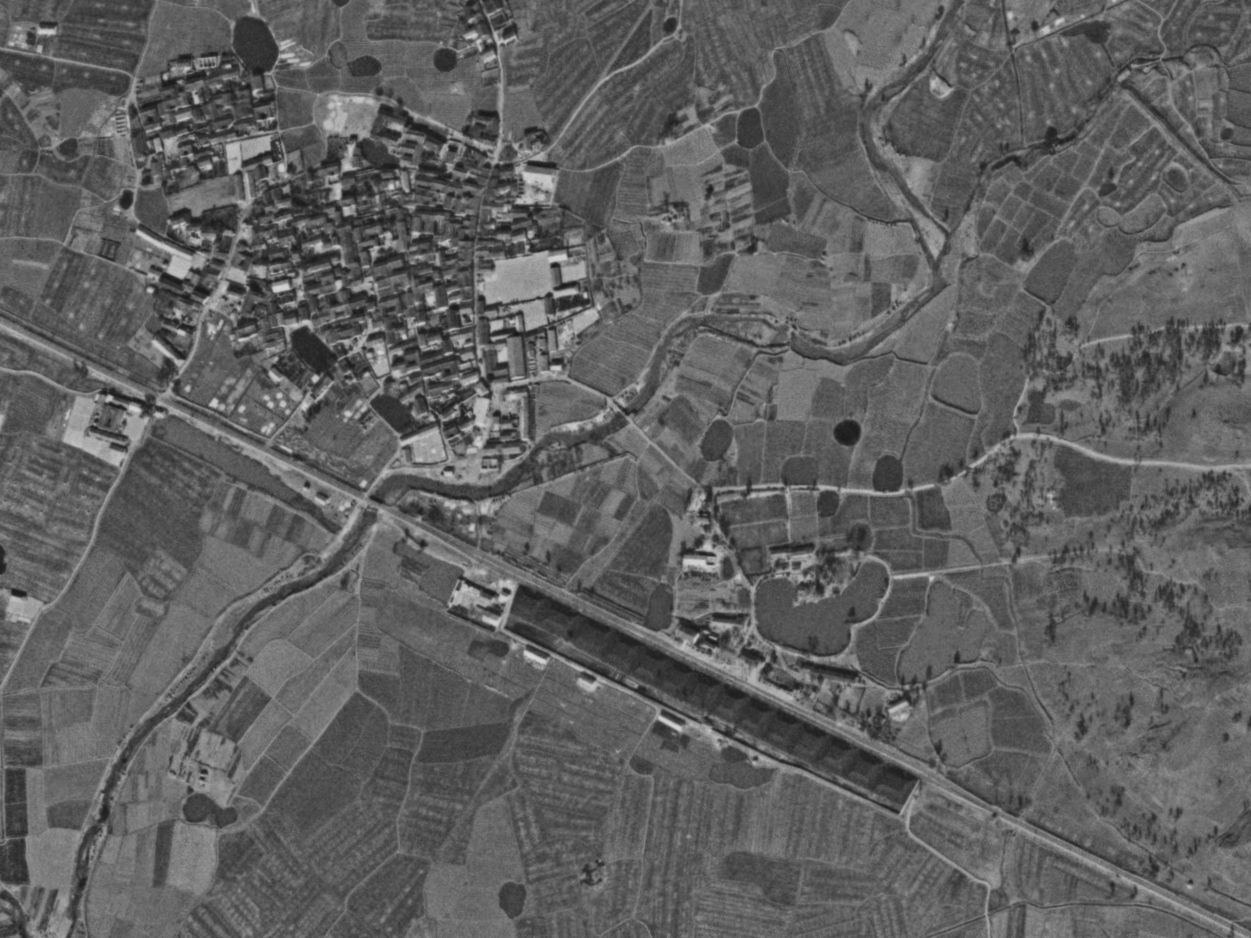
车站及周边卫星图（1972年）
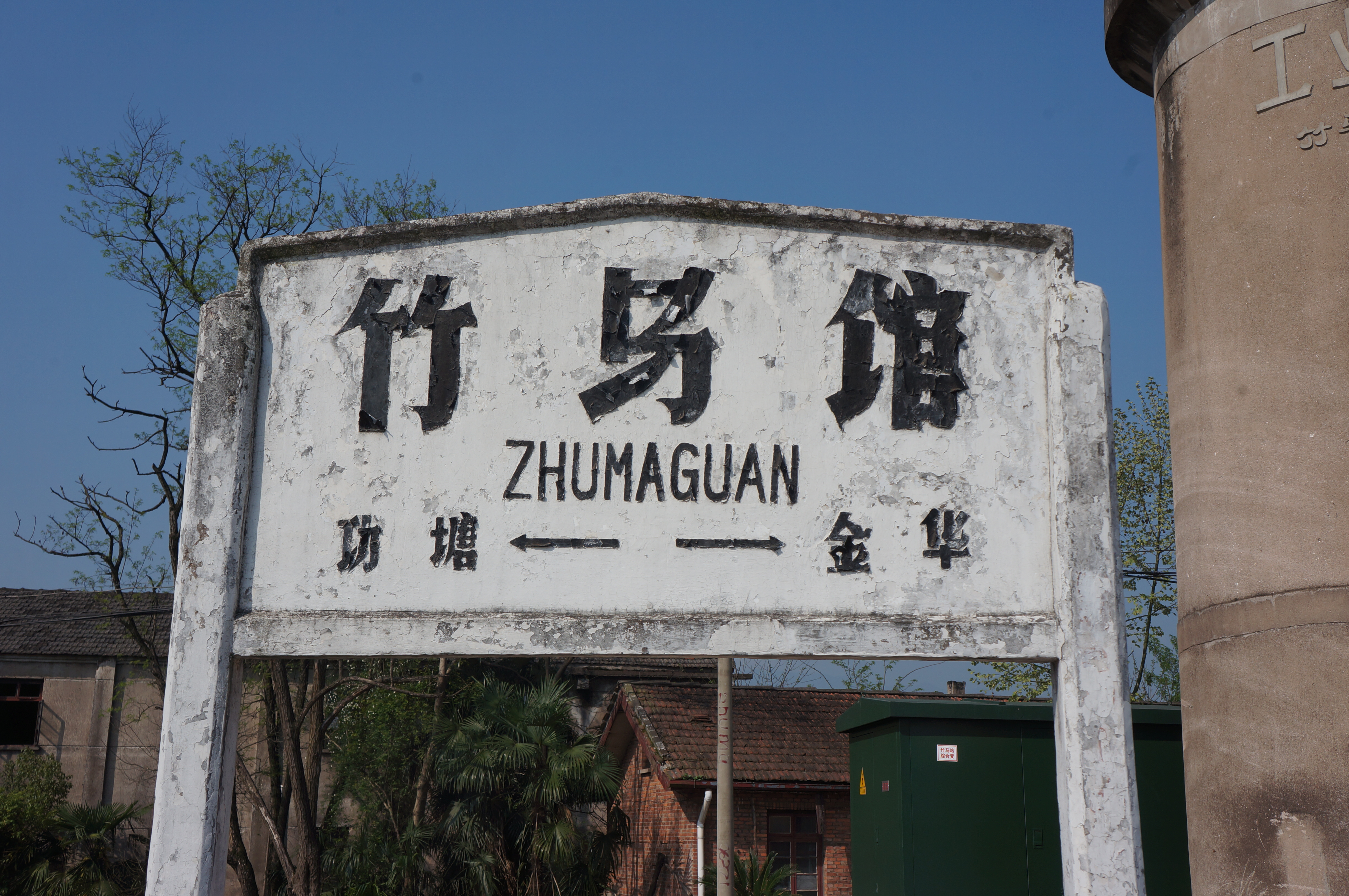
车站站名牌
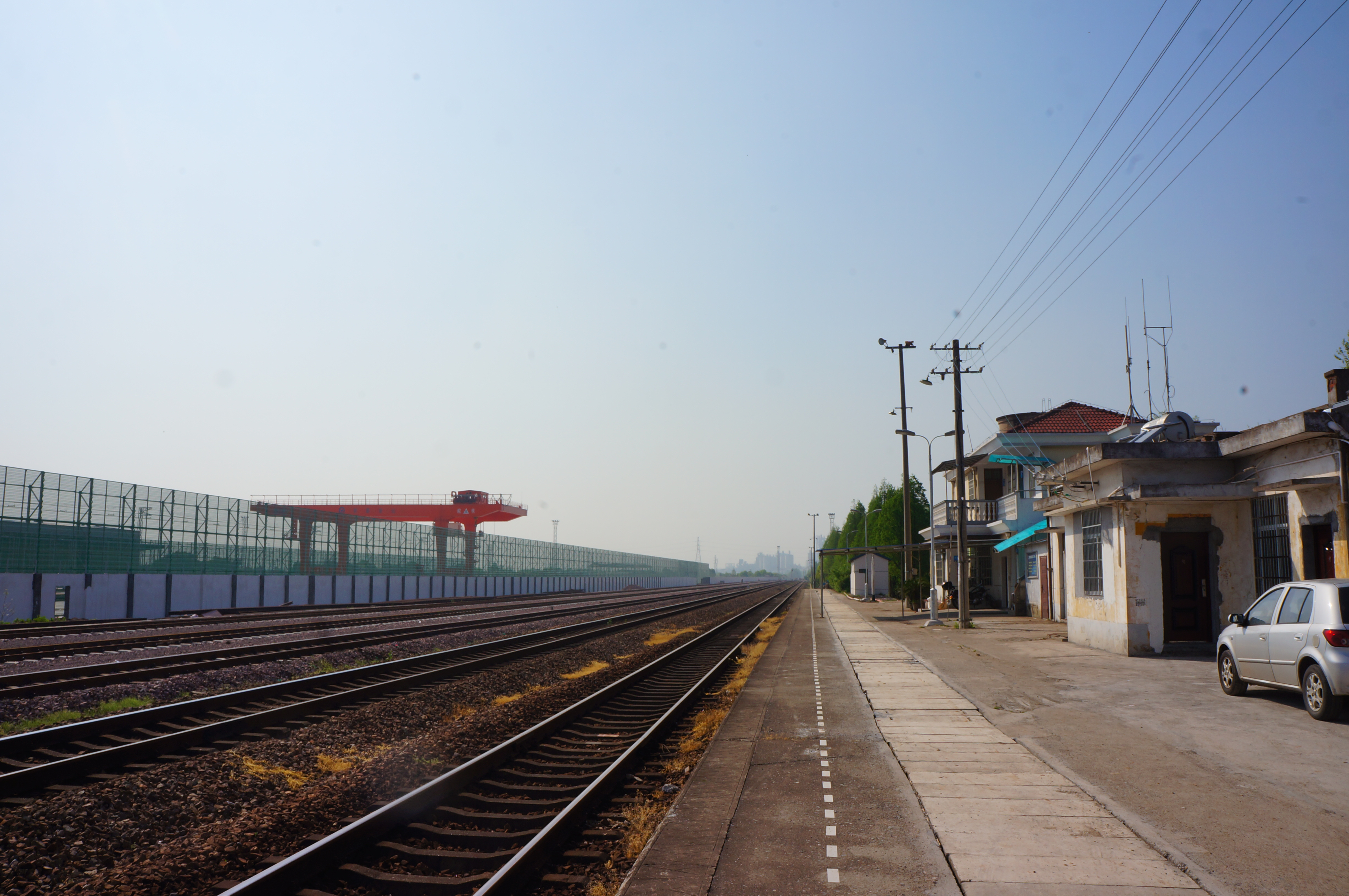
站场和货场
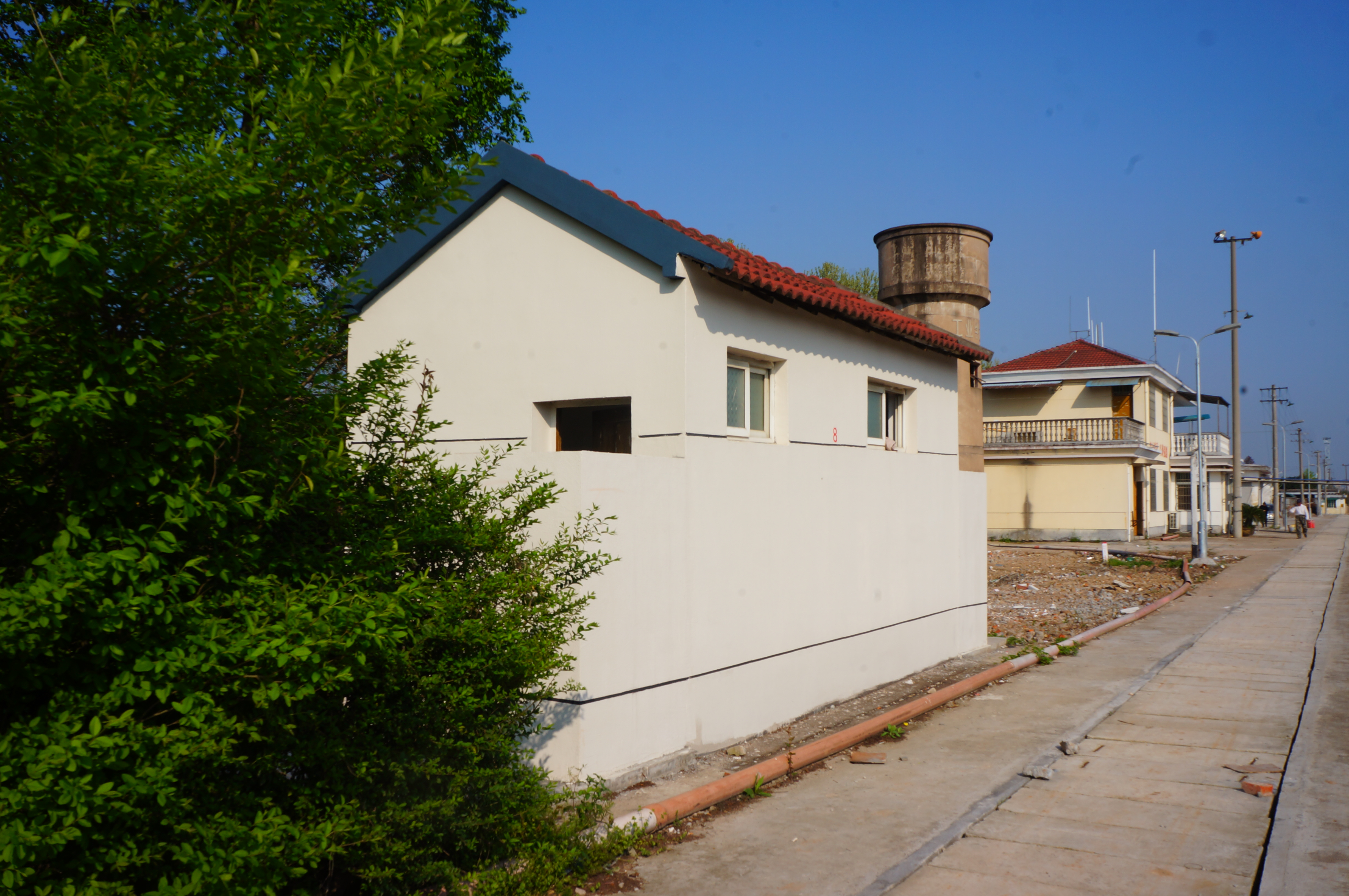
车站站台上的建筑
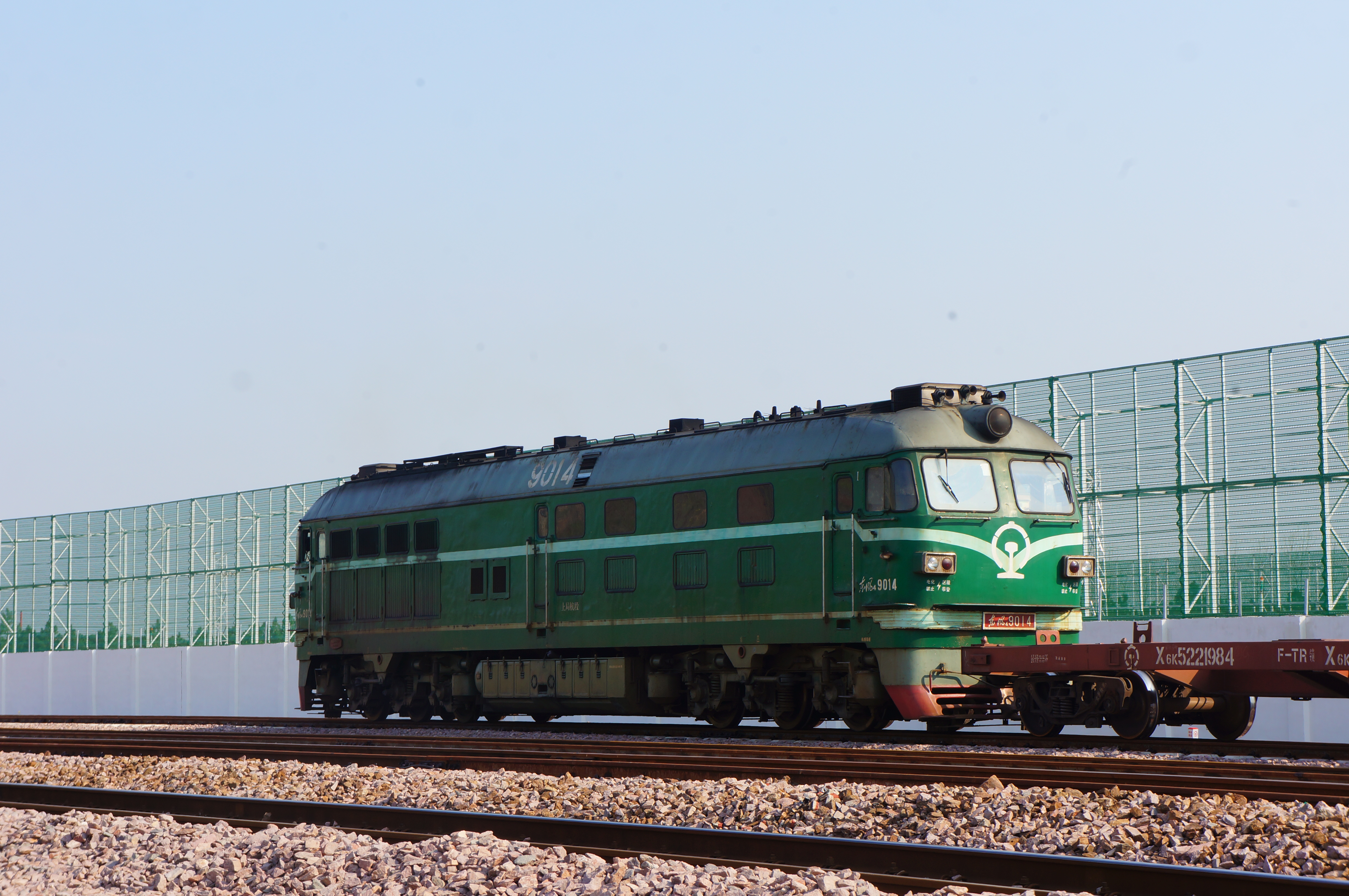
停靠在站内的货运列车
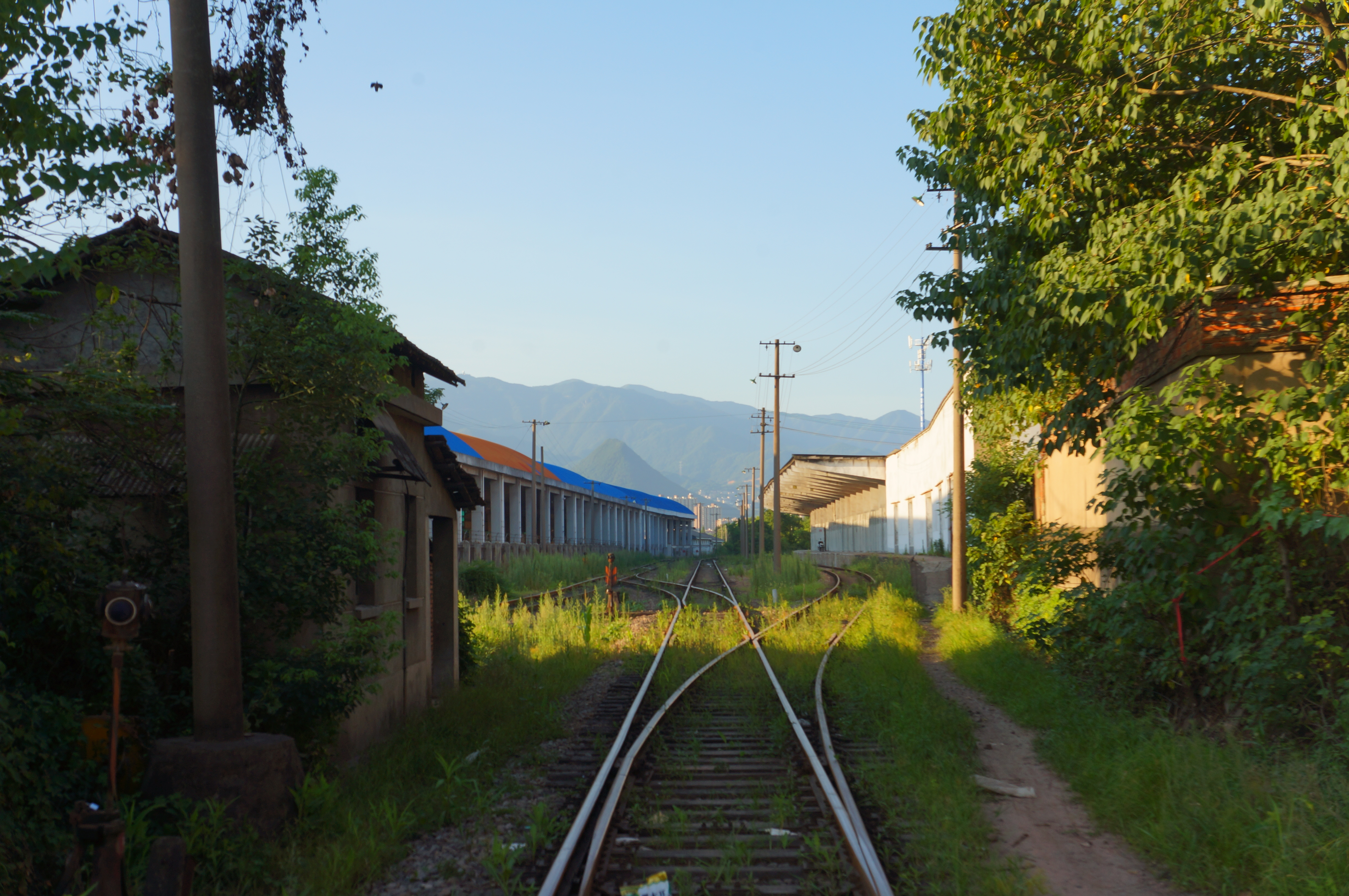
601货场

## 车站周边
- 竹马乡
- 东宅村
- 西宅村